# Aline Valek
Aline Valek, née le 29 juillet 1986, est une écrivaine, romancière, éditrice et illustratrice brésilienne. Elle est originaire de Governador Valadares dans l'État de Minas Gerais mais déménage à Brasilia au début de sa vie. Elle est diplômée en publicité et propagande à l'Institut d'enseignement supérieur de Brasilia. Elle publie deux livres et travaille actuellement comme chroniqueuse pour Carta Capital, un hebdomadaire du Brésil.

## Littérature et autres activités
Le premier livre d'Aline Valek s'intitule Hipersonia Cronica (2014) et porte sur Jonatan qui souffre d'un grave problème de sommeil. Son deuxième livre, Pequenas Tiranias (2015), est une trilogie de nouvelles sur la vie quotidienne de gens ordinaires,,,.

## Illustrations
En tant qu'illustratrice, Aline Valek dessine la couverture et les chapitres du livre de Jarid Arraes - As Lendas de Dandara (2015),, qui parle de Dandara, une femme noire esclave, qui devient une guerrière et se bat pour sa liberté et contre l'esclavage. En outre, Aline Valek édite et illustré la couverture de la première traduction brésilienne du livre de Rokeya Sakhawat Hussain, Rêve de Sultane, qui est publié pour la première fois dans le Indian Ladies Magazine de Madras en 1905. Ce livre est considéré comme l'une des premières œuvres de science-fiction féministe indienne en anglais. Selon Aishwarya Subramanian, Sultana's Dream est une utopie féministe dans laquelle l'accent est mis sur l'éducation des femmes.

## Activisme féministe
Dans l'une de ses interviews, Aline Valek explique que la science-fiction peut être un outil utilisé par les écrivains féministes pour soulever des questions sur les rôles de genre, la transphobie, la race et la sexualité. Au sein de la science-fiction féministe, Aline Valek et Lady Sybylla publie un recueil de dix nouvelles intitulé Universo Desconstruido,,,.